# Aloe massawana
Aloe massawana ist eine Pflanzenart der Gattung der Aloen in der Unterfamilie der Affodillgewächse (Asphodeloideae). Das Artepitheton massawana verweist auf das angenommene Vorkommen der Art bei Massawa in Eritrea.

## Beschreibung

### Vegetative Merkmale
Aloe massawana wächst stammlos oder kurz stammbildend, sprosst von der Basis aus und bildet dichte Klumpen von bis zu 3 Meter Durchmesser. Die etwa 16 lanzettlichen verschmälerten Laubblätter bilden dichte Rosetten. Die trübgrüne Blattspreite ist etwa 50 Zentimeter lang und 10 Zentimeter breit. Gelegentlich sind zu ihrer Basis hin wenige weiße Flecken vorhanden. Die weißen, rötlich braunen gespitzten, weichen bis festen Zähne am Blattrand sind 2 bis 3 Millimeter lang und stehen 15 bis 25 Millimeter voneinander entfernt. An der Blattbasis sind sie kleiner und stehen näher beieinander. Der Blattsaft ist trocken gelb.

### Blütenstände und Blüten
Der Blütenstand besteht aus zwei bis drei Zweigen und erreicht eine Länge von 120 bis 150 Zentimeter. Die ziemlich dichten, zylindrisch spitz zulaufenden Trauben sind 15 bis 20 Zentimeter lang und 5 Zentimeter breit. Die eiförmig-deltoiden Brakteen weisen eine Länge von 7 Millimeter auf und sind 3 Millimeter breit. Die hell scharlachroten Blüten stehen an 6 Millimeter langen Blütenstielen. Sie sind 30 bis 32 Millimeter lang und an ihrer Basis gerundet. Auf Höhe des Fruchtknotens weisen die Blüten einen Durchmesser von 7 Millimeter auf, darüber sind sie leicht verengt und zu ihrer Mündung hin leicht erweitert. Ihre Perigonblätter sind auf einer Länge von 12 Millimeter nicht miteinander verwachsen. Die Staubblätter und der Griffel ragen kaum aus der Blüte heraus.

## Systematik, Verbreitung und Gefährdung
Aloe massawana ist in Küstennähe von Mosambik bis Kenia auf sandigen Böden in Gras oder offenen Dickichten verbreitet. 
Die Erstbeschreibung durch Gilbert Westacott Reynolds wurde 1959 veröffentlicht. Ein Synonym ist Aloe kirkii Baker (1894).
Aloe massawana wird in der Roten Liste gefährdeter Arten der IUCN als „Vulnerable (VU)“, d. h. gefährdet eingestuft.

## Nachweise